# O tym, co widzisz na oczy
O tym, co widzisz na oczy – pierwszy album warszawskiego zespołu hip-hopowego Endefis. Ukazał się 18 lipca 2003 nakładem wytwórni Promil Records. Nagrania dotarły do 14. miejsca listy OLiS.

## Lista utworów
Źródło.
| #  | Tytuł                                 | Gościnnie                | Producent | Czas |
| -- | ------------------------------------- | ------------------------ | --------- | ---- |
| 1  | „Pierwszy nie najlepszy”              |                          | Bartosz   | 3:40 |
| 2  | „Wartości”                            |                          | L.A.      | 4:03 |
| 3  | „Skit”                                |                          | Bartosz   | 1:26 |
| 4  | „To przyszło z wiekiem”               |                          | Noon      | 3:59 |
| 5  | „Czy myślimy o śmierci?”              | Felipe, Wigor            | Magiera   | 4:14 |
| 6  | „Nie chcę naprawiać świata”           |                          | Bartosz   | 3:11 |
| 7  | „Czas wziąć sprawy w swoje ręce”      | Jotuze                   | L.A.      | 4:40 |
| 8  | „Powód do nienawiści?”                | Fenomen                  | L.A.      | 5:16 |
| 9  | „Skit”                                |                          | Bartosz   | 1:28 |
| 10 | „Każdy chce znać swoją przyszłość”    | Chada, Pih               | Stefczi   | 4:18 |
| 11 | „Przez to wszystko jesteśmy obojętni” |                          | L.A.      | 4:03 |
| 12 | „Szczęściu trzeba pomóc”              | Sokół, DJ Deszczu Strugi | Bartosz   | 3:31 |
| 13 | „Skit”                                |                          | Bartosz   | 1:44 |
| 14 | „Punkt widzenia”                      | 1z2, Ekonom              | Bartosz   | 4:15 |
| 15 | „Outro”                               |                          | Marko     | 1:38 |